# 卡尔贾特
卡尔贾特（Karjat），是印度马哈拉施特拉邦賴加德縣的一个城镇。总人口25544（2001年）。

## 人口
该地2001年总人口25544人，其中男性13221人，女性12323人；0—6岁人口2978人，其中男1549人，女1429人；识字率75.54%，其中男性为80.01%，女性为70.75%。